# Simon Weinmann der Ältere

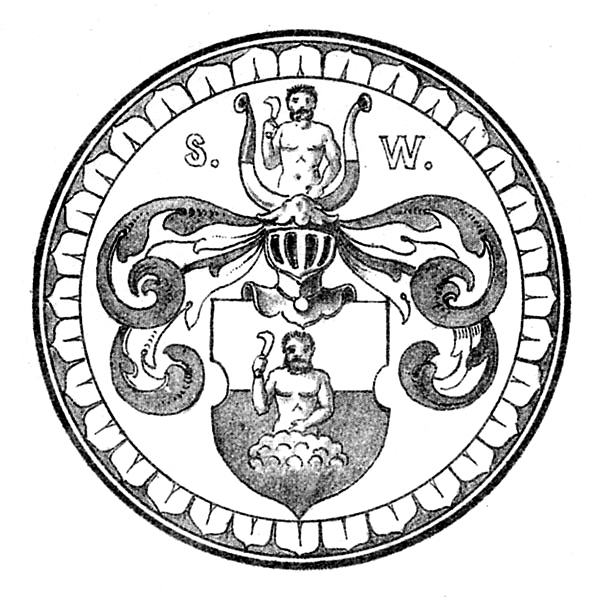
Wappen des Simon Weinmann mit Initialen S.W

Simon Weinmann der Ältere (* 1535; † 7. Januar 1606 in Heilbronn) war von 1603 bis 1606 Bürgermeister von Heilbronn.

## Leben
Er gehörte seit 1565 dem kleinen, inneren Rat („von den burgern“) an, war von 1575 bis 1603 Schultheiß und damit Vorsitzender des reichsständischen Gerichts. 1603 bis zu seinem Tod 1606 war er Bürgermeister von Heilbronn. Er besaß den Patrizierhof Biedermannsgasse 19 und Siebeneichgasse 5 (Haus Siebeneich). 
Simon Weinmann der Ältere war in erster Ehe verheiratet mit Margarete, Witwe vom Haus Vogler. In zweiter Ehe war er mit Ursula Bockher verheiratet. Sein Sohn war der spätere Bürgermeister Simon Weinmann der Jüngere. 
Das Wappen des Simon Weinmann des Älteren stellt einen bärtigen Weingärtner mit einer Hape in der erhobenen rechten Hand, auf einem Dreiberg stehend dar. Dieses Wappen schmückt das Stadtwappen, das an der Ostseite des Gerichtshauses angebracht ist, das heute als Fleischhaus bezeichnet wird. Simon Weinmann der Ältere dürfte in seiner Funktion als Vorsitzender des reichsständischen Gerichts von 1575 bis 1603 damit bedeutenden Anteil an der Erbauung des Fleisch- und Gerichtshauses in den Jahren 1598/1600 gehabt haben. Urkundlich belegt ist außerdem, dass er 1588 das Holz für die Teuchelleitung des Cäcilienbrunnens im Hagenschieß erworben hat.
Sein Grabmal befand sich im späten 19. Jahrhundert noch in der Kilianskirche, kam dann in das Historische Museum und später auf den Alten Friedhof, bevor es bis in die Gegenwart im Heilbronner Lapidarium eingelagert wurde. Es zeigt sowohl das Weinmann-Wappen als auch das Wappen mit einem aus einem Dreiberg wachsenden Steinbock, das Familienwappen der (zweiten) Ehefrau Ursula Bockher.

## Bilder

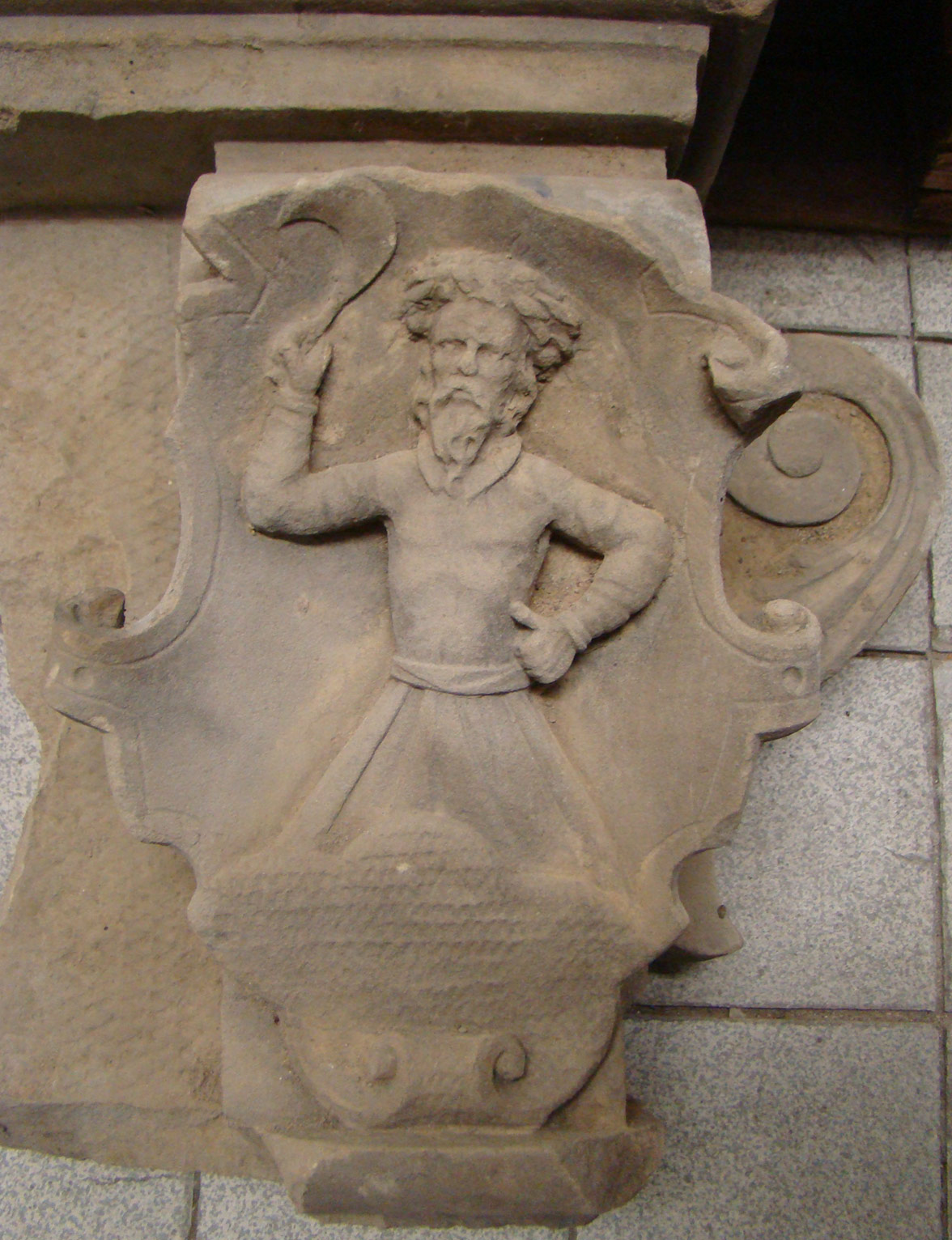
Weinmann-Wappen vom Heilbronner Fleischhaus, heute im städtischen Lapidarium
Siebeneichgasse 5: Weinmannsches Haus neben dem Portal, mit Erker und Konsolen
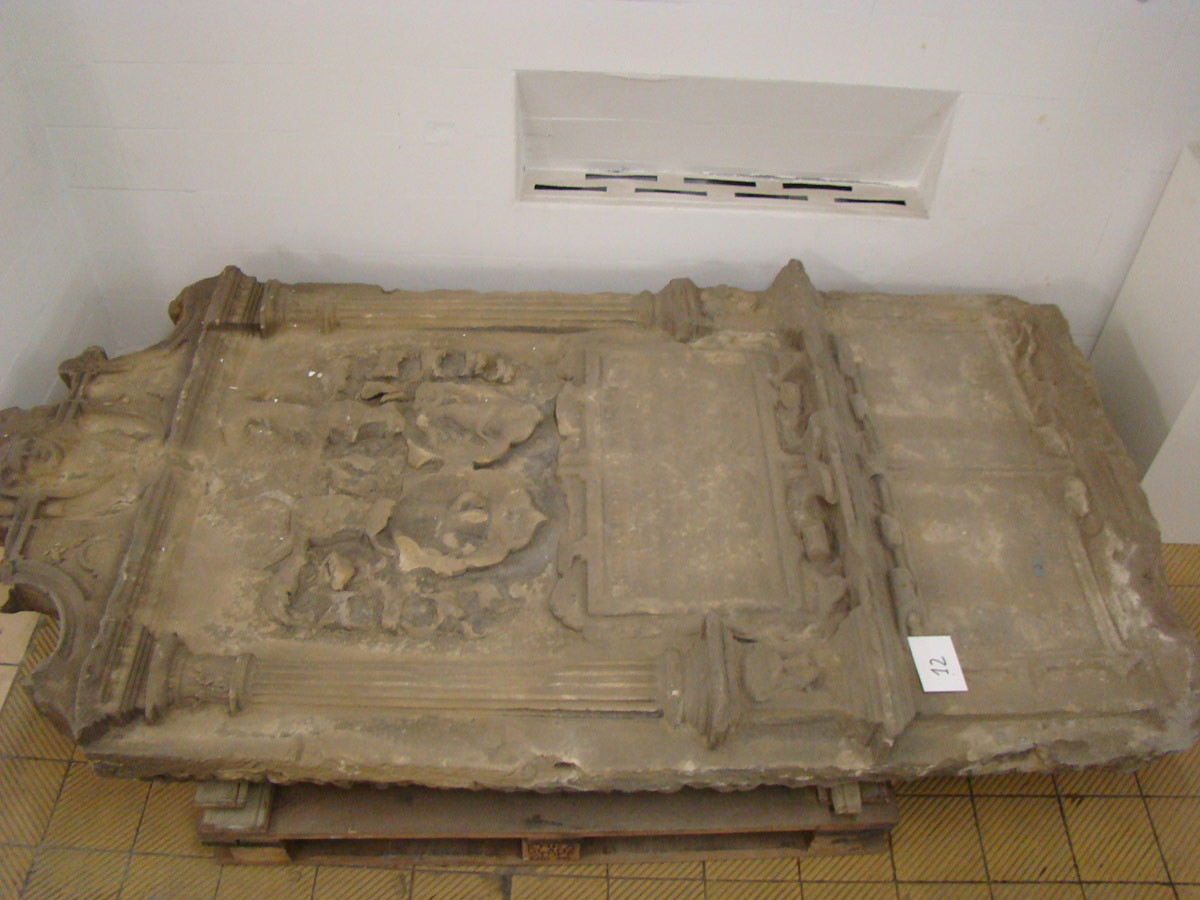
Grabmal Simon Weinmanns d. Ä. im Heilbronner Lapidarium
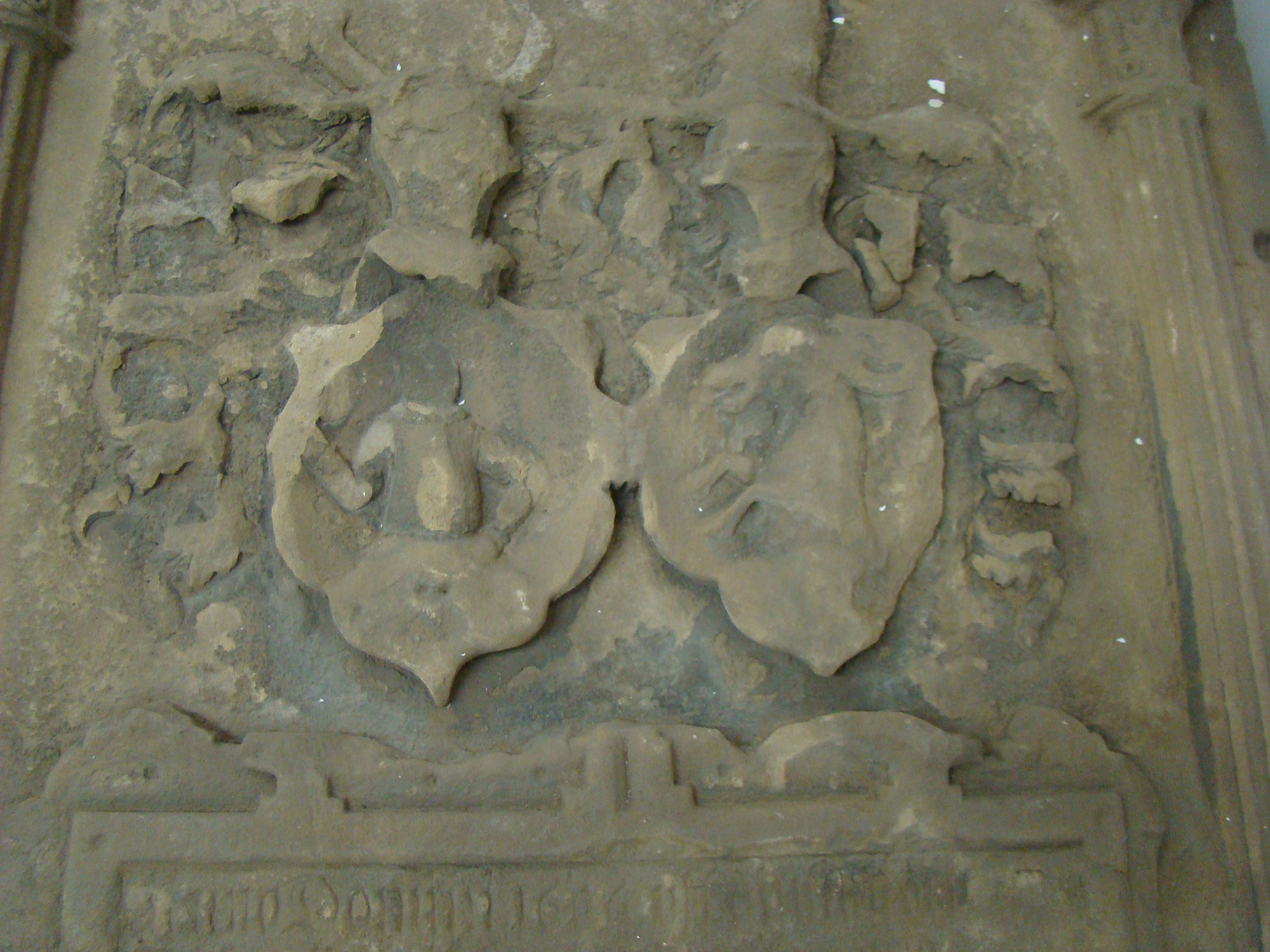
Detail des Weinmann-Grabmals mit stark verwitterten Wappen